# 55 d'Àries
55 d'Àries (55 Arietis) és una estrella de la constel·lació d'Àries. Té una magnitud aparent de +5,74.